# 崔法珍
崔法珍，金朝潞州長子縣崔進之女，13歲時斷臂出家。發願雕藏經板，從金熙宗天眷2年（西元1139年）到金世宗大定13年（西元1173年），經約三十年而成（現代稱為《趙城金藏》）。大定18年，將印本送到燕京，金世宗敕旨迎經於大聖安寺，在聖安寺設壇為崔法珍授比丘尼戒，賜錢千萬，洎內閤錢五佰萬起運經板。大定21年，經板運到京師，共16萬8113面，6980卷。敕命有司選通經沙門道遵等五人校正。大定23年，賜崔法珍紫衣，敕號「弘教大師」。經板置於大昊天寺安奉流通。
山西洪洞縣廣勝寺宗教顧問、學者扈石祥先生說：崔法珍斷臂募緣刻經，相傳是因為當年廣勝寺的方丈和尚治好了崔法珍的啞病。治好病之後，崔法珍發現方丈愁眉不展，執意要問，方丈說，數年前寺院發心要刊刻一部大藏經，只是至今還沒有籌集到款項，為此而憂。法珍聽了，默然而退，不久斷去一臂而回。方丈驚問何故，法珍說，我的身體和生命都是佛給的，今天斷一臂以表真心，我願意來募緣，籌集刻經款項。
崔法珍備修苦行，以刊鏤藏經為本願，於劉法善等五十餘人，亦皆斷臂、燃臂、燃指，刳眼、割肝，甚至有捨家產、鬻男女以助修經板，經三十年，方得成就。